# Никомидийская митрополия
Никомиди́йская митропо́лия (греч. Ιερά Μητρόπολη Νικομηδείας) — титулярная епархия Константинопольской православной церкви.

## История
Никомидия была основана на восточном побережье Мраморного моря царём Вифинии Никомедом во II веке до н. э.
Никомидийская митрополия была основана в 325 году. Первоначально в подчинении Кесарийской митрополии. В 451 году Никомидия становится митрополией Константинопольского патриархата.
В VII веке имела 8 епископий, к IX веку их число увеличилось до 12 и оставалось таковым до XII века. После османского завоевания, однако число епископий постепенно уменьшается — в 1600 году осталась только Аполонийская, а вскоре после этого у митрополии не осталось подчинённых епископий.
Территория митрополии состоит из двух отдельных, не связанных друг с другом частей. Основная граничит с Халкидонской митрополией на севере и восток, Никейской на юге и побережьем Мраморного моря на западе. Кроме Никомидии в состав митрополии входили города: Сангария (Сакарья), Хандакас (Хендек), Софона (Сапанджа), Пренетос (Карамюрсель) и Эленополис (Ялова). Аполлонийская часть граничит с Мраморным морем на севере, Прусской митрополией на востоке и Никейской (Милитотопская часть) на юге и западе. Городе здесь: Аполлония (Гёлязи), Армутли (Армутлу), Калолимнос (Имрал) на одноименном острове.
После малоазиатской катастрофы и обмена населением между Грецией и Турцией в 1922 году, на территории Никомидийской митрополии не осталось православного населения.

## Правящие архиереи
Епископы Никомидийские
- Прохор
- Эвандр
- Корнут (Курнут) (ум. между 249—259), одновременно (?) епископ Иконийский
- Кирилл I
- Анфим I (ум. 302))
- Феопемпт (302—303)
- Евстолий (упом. в 314)
- Евсевий (ок. 318—325), отправлен в ссылку
- Амфион (325—328)
- Евсевий (328—338), вторично, впоследствии архиепископ Константинопольский (339—341)
- Амфион (338—351), вторично
- Кекропий (351—?)
- Марафоний (?—360), арианин, сподвижник константинопольского архиепископа Македония I и низложен вместе с ним на Константинопольском соборе 360 года
- Онисим
- Ефрасий
- Патриций
- Геронтий
- Пансофий
- Диодор
- Гимерий
- Евномий (449—451)

Митрополиты Никомидийские (с 451 года)
- Евномий (451—?)
- Стефан I
- Талассий
- Иоанн I
- Иосиф
- Пётр I
- Иоанн II, анафемствован за иконоборчество и ересь в 787 году на Седьмом Вселенском Соборе
- Константин I
- Пётр II
- неизвестный
- Феофилакт I (842—845)
- Иоанн III, игнатианин
- Георгий «Писид» (860—867)
- Игнатий I (упом. в 945 году)
- Стефан II (X в. епископ уже в 975 — не ранее 1011)
- Антоний
- Василий
- Константин II
- Никита (упом. в 1136 году)
- Иоанн IV
- Феофилакт II
- Михаил
- Иоанн V
- неизвестный
- Максим (1324—1327)
- Каракалла
- Игнатий II, впоследствии первый митрополит Тырновский Константинопольского Патриархата и участник Флорентийского Собора
- Макарий (упом. в 1389 и 1450 году), одновременно (?) митрополит Кизический
- Дионисий I (1540—1546), впоследствии патриарх Константинопольский (1546—1555)
- неизвестный
- Сисинний
- Кирилл II
- Неофит
- Паисий (Кюнмуржиоглу) (до 1716—1726)
- Серафим (до 1733)
- Афанасий (Каридис) (ноябрь 1791 — 10 апреля 1821)
- Панарет (апрель 1821 — апрель 1837)
- Анфим II (Тамвакис) (август 1837 — 20 февраль 1840)
- Дионисий II (Котакис) (февраля 1840 — 22 август 1877)
- Филофей (Вриениос) (24 августа 1877 — 25 ноября 1910)
- Александр (Ригопулос) (25 ноября 1910 — 27 июня 1928)
- Симеон (Амариллиос) (9 июля 2002 — 18 октября 2003)
- Иоаким (Нерандзулис) (21 марта 2008 — 14 апреля 2023)